# Loge (kerk)

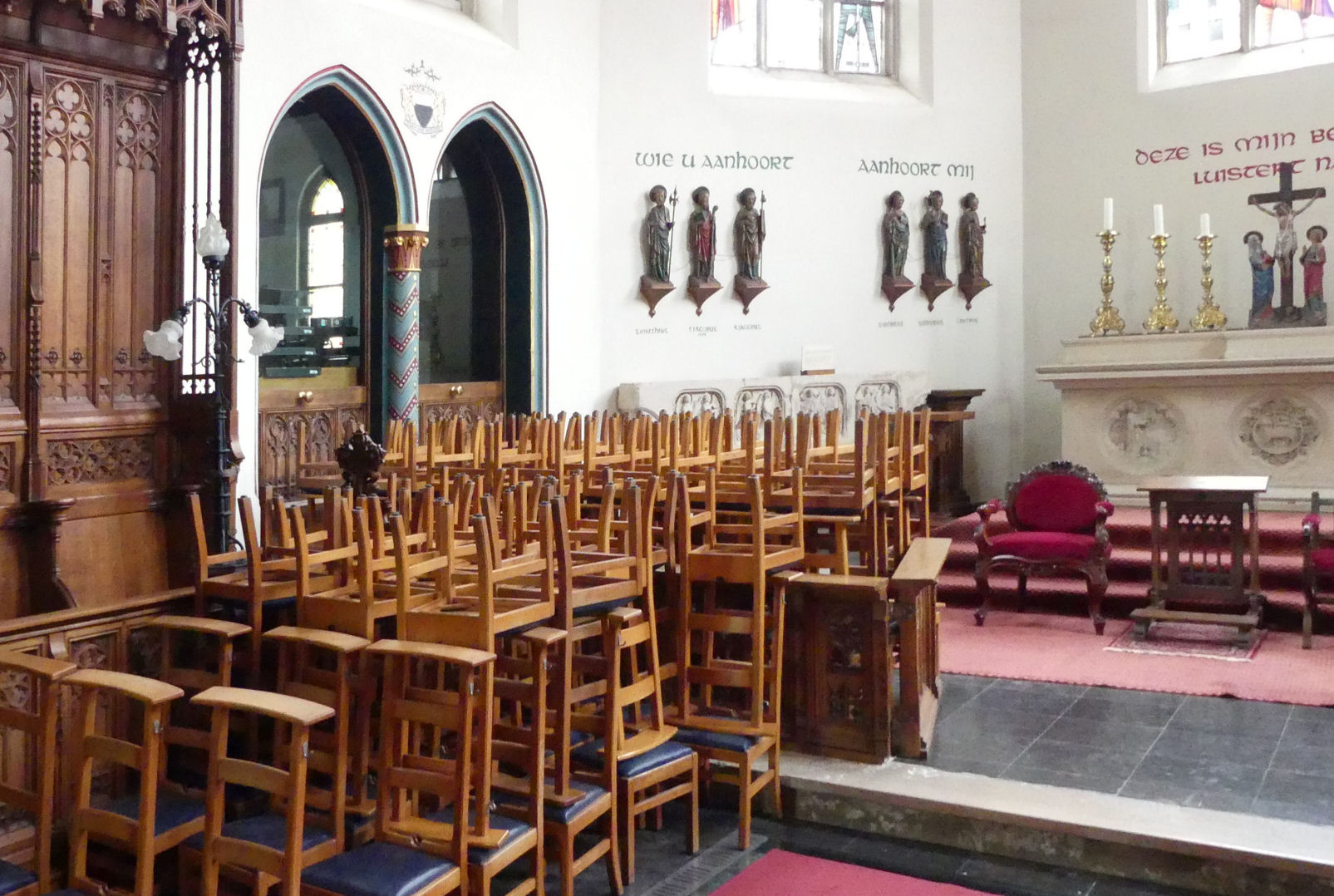
Loge van burggraaf Vilain XIIII in de kerk van Bazel.

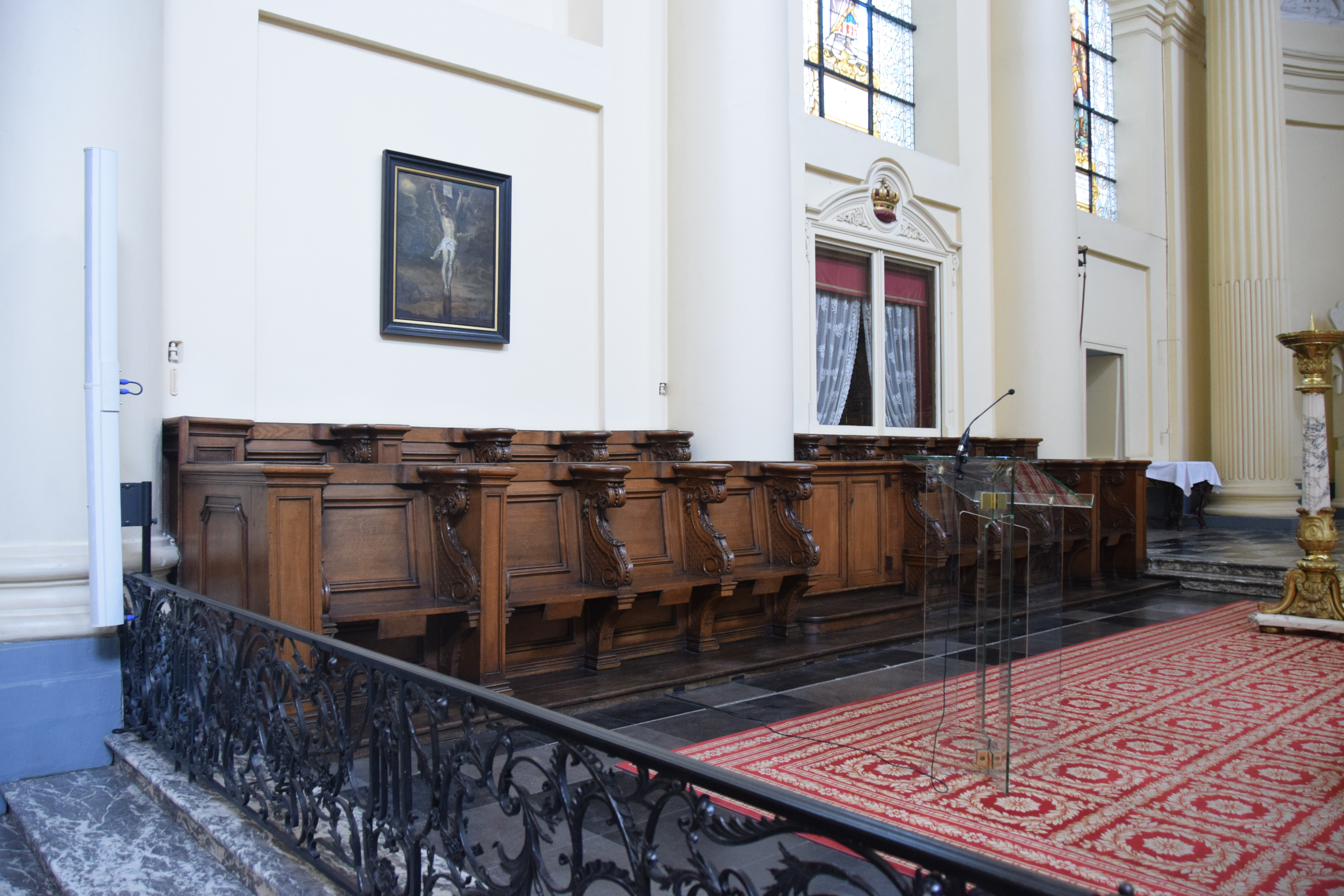
Koninklijke Loge in Sint-Jacob-op-Koudenberg, Brussel

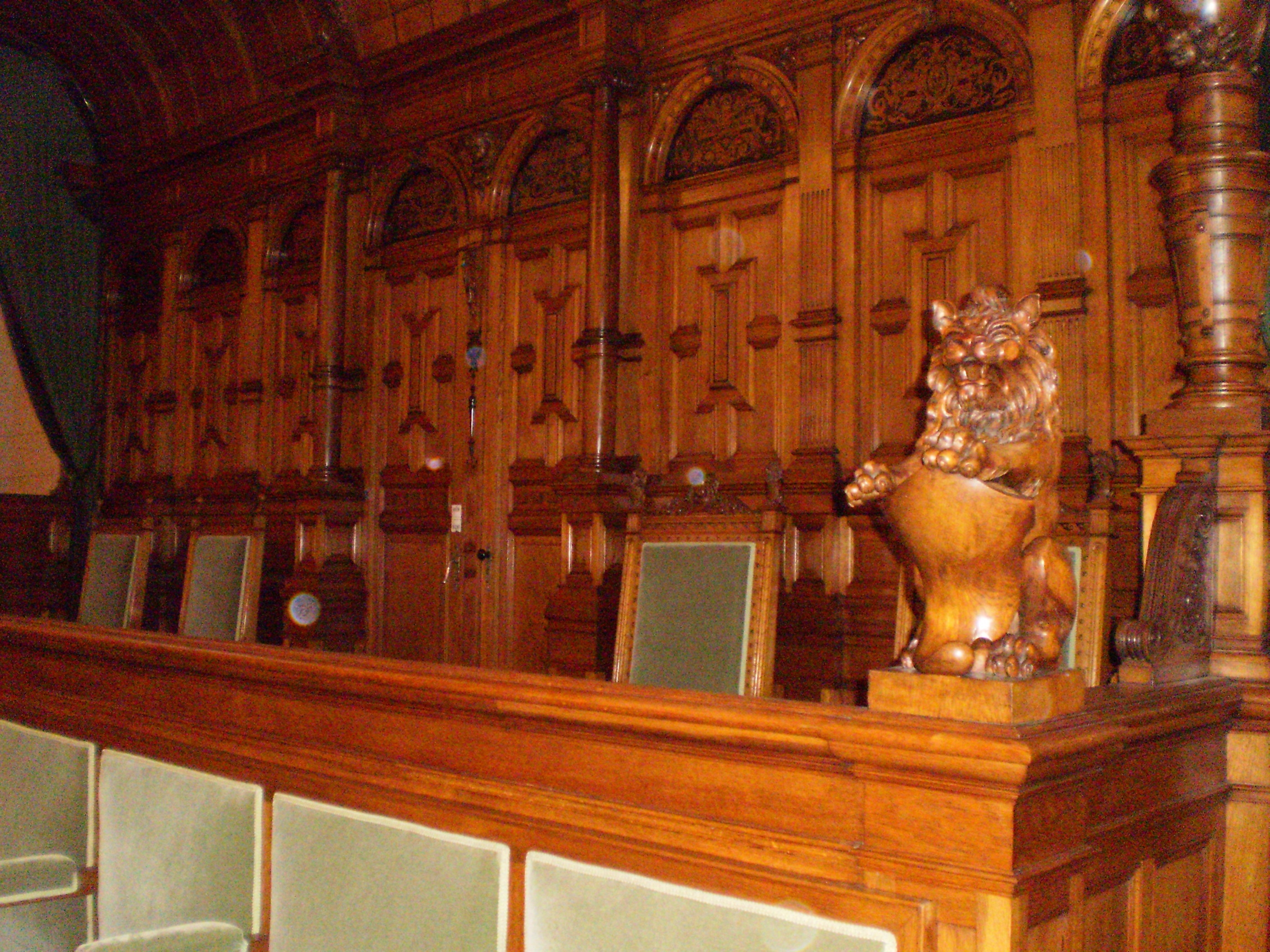
Hofbank in de Grote Kerk van Apeldoorn

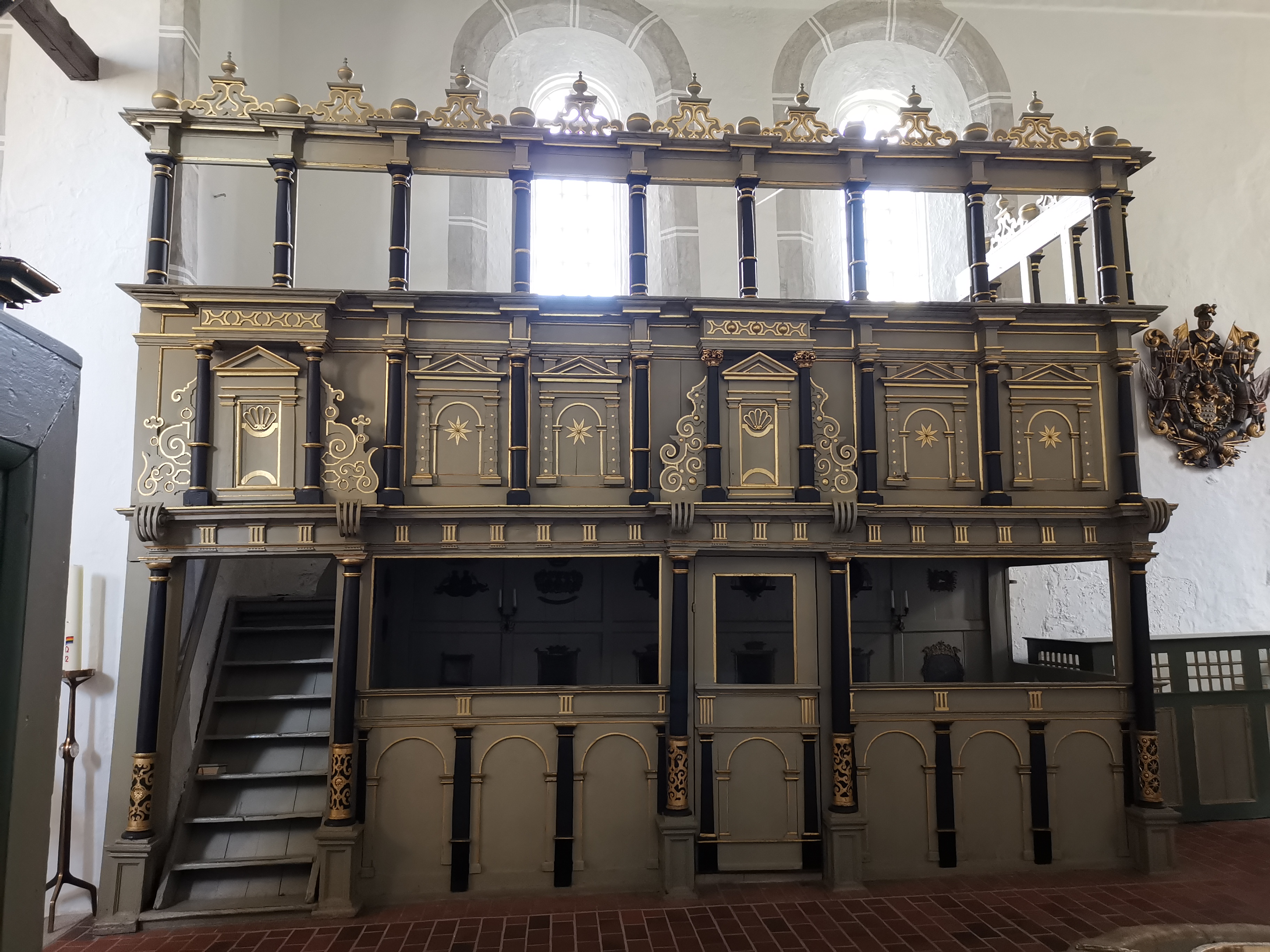
Loge in de Marienkirche van Gudow

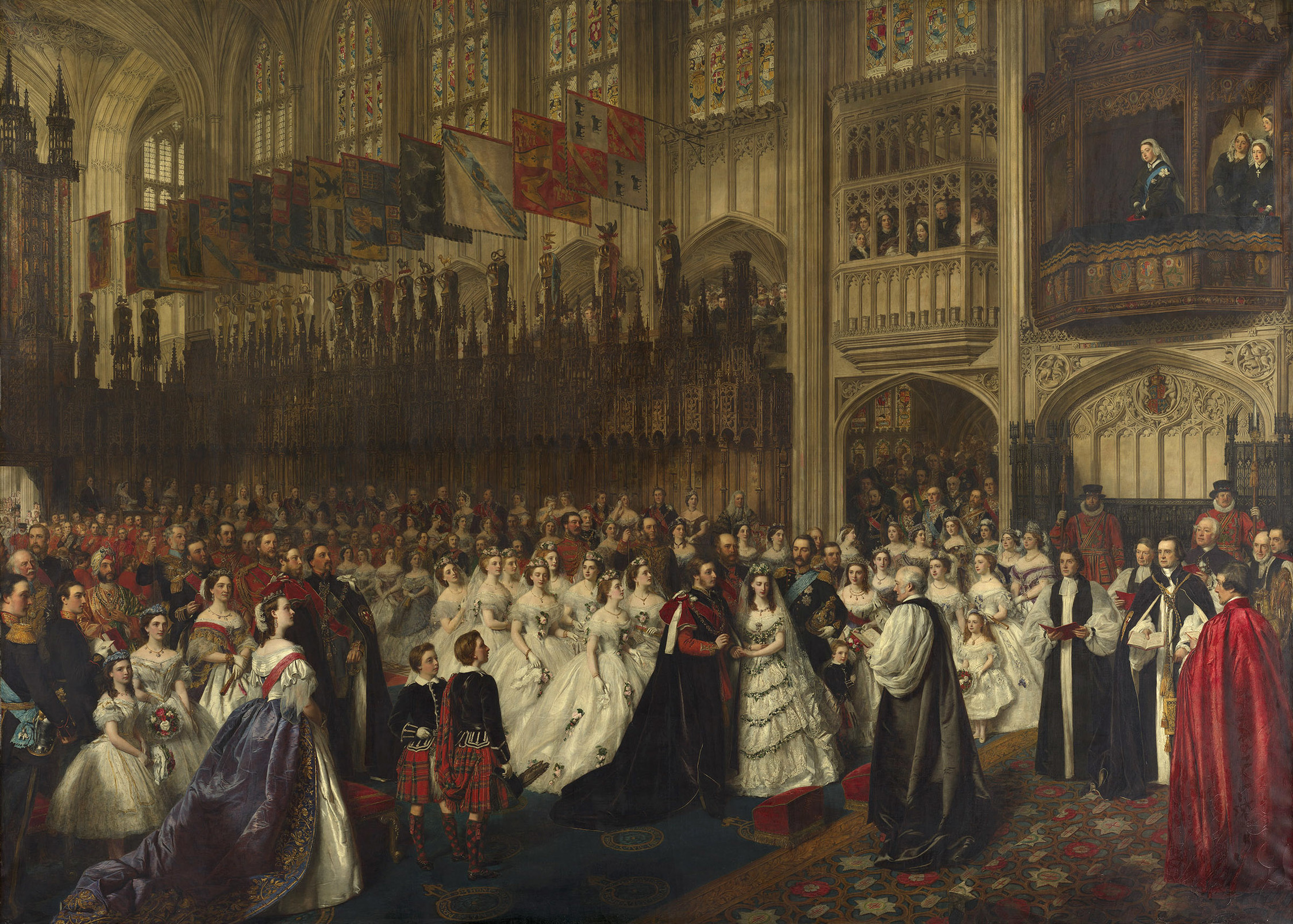
Koningin Victoria in de koninklijke loge, kapel van Windsor.

De loge is in een kerk een afzonderlijke ruimte met vaak een eigen toegang, waar een lid van een koninklijke of adellijke familie de mis of kerkdienst kan bijwonen. In Nederland komen loges zelden voor in kerkgebouwen. In plaats daarvan was er vaak wel een herenbank voor de lokale ambachtsheer of de plaatselijke notabelen.

## Loges in België
- Sint-Petruskerk (Bazel): loge van burggraaf Vilain XIIII
- Sint-Jacob-op-Koudenberg (Brussel): koninklijke Loge
- Sint-Stefanuskerk (Hingene): loge van de hertog d'Ursel

## Loges in Nederland
- Grote Kerk (Apeldoorn): Hofbank
- Deutsche Evangelische Kirche (Den Haag): loge Koningin Emma

## Loges in Duitsland
- Marienkirche (Gudow): loge van de kasteelheer

## Loges in Engeland
- Koninklijke loge in de kapel van Windsor